# (35671) 1998 SN165
(35671) 1998 SN165 est un objet transneptunien de la ceinture de Kuiper.

## Caractéristiques
1998 SN165 mesure environ 460 km de diamètre.

## Orbite
L'orbite de 1998 SN165 possède un demi-grand axe de 38,108 ua et une période orbitale d'environ 235 ans. Son périhélie l'amène à 36,4 ua du Soleil et son aphélie l'en éloigne de 39,816 ua.

## Découverte
1998 SN165 a été découvert le 23 septembre 1998.